# Pierguido Vanalli
Pierguido Vanalli (Bergamo, 9 marzo 1964) è un politico italiano.

## Biografia
Pierguido Vanalli si diploma Geometra nel 1983 iniziando la propria carriera di libero professionista presso diversi studi di progettazione.
Dal 1992 svolge il ruolo di Responsabile dell'Ufficio Tecnico presso il Comune di Madone (BG) maturando maggior esperienza nella disciplina dei servizi pubblici.
Dopo diversi anni di attività politica, nel 1999 ottiene la militanza nel movimento Lega Nord per l'indipendenza della Padania divenendo poi Segretario della Sezione di Pontida dal 2000 al 2005.

### Elezione a Sindaco
Candidato a Sindaco per la Lega Nord nel Comune di Pontida viene eletto nel 2004 con un'ampia maggioranza (60% dei voti).
La sua attività viene premiata nelle successive elezioni del 2009 dove viene rieletto al ruolo di Sindaco.
Nel 2014 è eletto consigliere di maggioranza (ottenendo il maggior numero di preferenze: 76) e viene nominato capogruppo consiliare della Lega Nord - Lega Lombarda.
Il 27 maggio 2019 è rieletto Sindaco per la lista Lega Salvini Pontida con il 53% dei voti per lo svolgimento del suo terzo mandato.

### Elezione a Deputato
Alle elezioni politiche del 2008 viene eletto deputato della XVI legislatura della Repubblica Italiana nella circoscrizione IV Lombardia per la Lega Nord. In questo ruolo entra a far parte della I Commissione Affari Costituzionali.
Nel 2013 è Candidato consigliere nella lista Lega Nord circoscrizione Bergamo nelle elezioni Regionali della Lombardia.
Nel 2016 si candida a Segretario Provinciale per la Lega Nord - Bergamo proponendosi "non contro qualcuno o per fare un favore a qualcun altro, ma perché credo che solo mettendosi in prima fila si possa verificare la bontà delle proprie idee e fare in modo che diventino realtà".
Il programma presentato si pone tra gli obiettivi quello di "passare dal <<Militante ignoto>> (che si impegna sempre a prescindere) al <<Militante Responsabile>>".
Nel 2018 è Candidato consigliere nella lista Lega per Salvini circoscrizione Bergamo nelle elezioni Regionali della Lombardia.